# Ganado, Arizona
Ganado (în limba navajo, Lókʼ * aahn * teel) este o localitate neîncorporată de tipul loc desemnat pentru recensământ (cunoscut și sub acronimul CDP), situat în comitatul Apache din statul Arizona, Statele Unite ale Americii.  Populația sa fusese de 1.505 locuitori la data recensământului Statelor Unite din anul 2000.
Ganado este parte a teritoriului aparținând națiunii Navajo. Locul considerat istoric, Hubbell Trading Post National Historic Site, din Ganado este menținut ca un muzeu local pentru a exemplifica cum erau locurile de comerț (în engleză trading post) din secolul al 19-lea ale perioadei cuceririi Vestului American.

## Geografie
Ganado se găsește la coordonatele 35°42′9″N 109°33′12″V / 35.70250°N 109.55333°V (35.702571, -109.553234).GR1
Conform datelor furnizate de United States Census Bureau, localitatea are o suprafață totală de 23,067 km2 (sau de 8,91 mi2), totul uscat.

## Istoric
The first white settlement on Ganado Lake was established in 1871 as a trading post owned by Charles Crary.  A second post operated by "Old Man" William B. Leonard opened soon after.  The first name for the settlement was probably Pueblo Colorado, but when Don Lorenzo Hubbell (Nov 27, 1853 - 12 noiembrie 1930) purchased the post in 1876, he changed the name to Ganado in honor of Ganado Mucho, the last Navajo peace chief and the twelfth signer of the Navajo peace treaty of 1868.
The Presbyterian church established a mission, school and hospital in Ganado in 1901.

## Educație
Există un singur district școlar în Ganado, Ganado Unified School District.
Localitatea și întreaga zonă înconjurătoare sunt deservite de Ganado Primary School, Ganado Intermediate School, Ganado Middle School și Ganado High School.
Ganado avusese un colegiu local numit College of Ganado, iar actualmente este gazdă a mai multor campusuri, printre care se numără cel al Diné College.

## Transporturi
Aeroportul din Ganado, numit Ganado Airport, este un aeroport desemnat aviației utilitare și transportului de pasageri cu avioane mici și medii. Este proprietatea Națiunii Navajo.

## Rezidenți notabili
- Cynthia Tse Kimberlin, etnomuzicolog
- James S. Wall, episcop Romano-Catolic
- Brett Helquist, artist
- Kristine Rayola Harvey, Miss Indian America XXIII